# 1. deild islandzka w piłce nożnej (2017)
1. deild 2017 (znana jako Inkasso-deild karla ze względów sponsorskich) – 63. edycja 2 poziomu rozgrywek piłki nożnej na Islandii.
Brało w niej udział 12 drużyn, które w okresie od 5 maja do 23 września 2017 rozegrały 22 kolejki meczów. Promocję uzyskały Fylkir i Keflavík.

## Drużyny
| Uczestnicy poprzedniej edycji                                                                                 | Uczestnicy poprzedniej edycji | Uczestnicy poprzedniej edycji | Uczestnicy poprzedniej edycji |
| --- | ----------------------------- | ----------------------------- | ----------------------------- |
| ÍBK | Keflavík                      | 3                             |                               |
| ÞÓR | Þór Akureyri                  | 4                             |                               |
| HAU | Haukar                        | 5                             |                               |
| FRA | Fram                          | 6                             |                               |
| LEI | Leiknir                       | 7                             |                               |
| SEL | Selfoss                       | 8                             |                               |
| HKÓ | HK                            | 9                             |                               |
| LEF | Leiknir Fáskrúðsfjörður       | 10                            |                               |
| Spadek z Úrvalsdeild                                                                                          |                               |                               |                               |
| FYL | Fylkir                        | 11                            |                               |
| ÞRR | Þróttur Reykjavík             | 12                            |                               |
| Awans z 2. deild karla                                                                                        |                               |                               |                               |
| ÍRE | ÍR                            | 1                             |                               |
| ÍG | Grótta                        | 2                             |                               |
| Oznaczenia: - kolumna pierwsza – skróty nazw drużyn, - kolumna trzecia – miejsce zajęte w poprzednim sezonie. |                               |                               |                               |

## Tabela
| Lp. | Drużyna                     | M  | Z  | R | P  | B+ | B- | +/– | Pkt | Awans lub spadek         |
| --- | --------------------------- | -- | -- | - | -- | -- | -- | --- | --- | ------------------------ |
| 1   | Fylkir (M, A)               | 22 | 15 | 3 | 4  | 50 | 19 | +31 | 48  | awans do Úrvalsdeild     |
| 2   | Keflavík (A)                | 22 | 14 | 4 | 4  | 43 | 24 | +19 | 46  | awans do Úrvalsdeild     |
| 3   | Þróttur Reykjavík           | 22 | 13 | 3 | 6  | 37 | 21 | +16 | 42  |                          |
| 4   | HK                          | 22 | 14 | 0 | 8  | 36 | 28 | +8  | 42  |                          |
| 5   | Leiknir Reykjavík           | 22 | 10 | 6 | 6  | 38 | 31 | +7  | 36  |                          |
| 6   | Þór Akureyri                | 22 | 10 | 4 | 8  | 35 | 31 | +4  | 34  |                          |
| 7   | Haukar                      | 22 | 9  | 6 | 7  | 34 | 39 | −5  | 33  |                          |
| 8   | Selfoss                     | 22 | 8  | 4 | 10 | 27 | 29 | −2  | 28  |                          |
| 9   | Fram Reykjavík              | 22 | 7  | 6 | 9  | 32 | 39 | −7  | 27  |                          |
| 10  | ÍR Reykjavík                | 22 | 5  | 4 | 13 | 27 | 38 | −11 | 19  |                          |
| 11  | Leiknir Fáskrúðsfjörður (S) | 22 | 3  | 1 | 18 | 23 | 53 | −30 | 10  | spadek do 2. deild karla |
| 12  | Grótta (S)                  | 22 | 2  | 3 | 17 | 16 | 46 | −30 | 9   | spadek do 2. deild karla |

## Wyniki
| Gospodarz \ Gość        | FRA | FYL | GRÓ | HAU | HK  | KEF | LEF | LER | SEL | ÍR  | ÞÓR | ÞRÓ |
| ----------------------- | --- | --- | --- | --- | --- | --- | --- | --- | --- | --- | --- | --- |
| Fram Reykjavík          |     | 1–5 | 1–0 | 2–2 | 2–3 | 0–1 | 3–2 | 3–0 | 0–0 | 2–1 | 1–3 | 0–4 |
| Fylkir                  | 2–0 |     | 4–0 | 2–0 | 0–1 | 1–1 | 4–1 | 2–0 | 2–0 | 2–1 | 3–1 | 3–1 |
| Grótta                  | 1–3 | 1–2 |     | 1–1 | 1–4 | 0–1 | 3–0 | 1–3 | 0–2 | 1–2 | 1–3 | 0–3 |
| Haukar                  | 3–2 | 0–6 | 1–1 |     | 2–1 | 4–2 | 5–0 | 5–3 | 2–1 | 1–1 | 2–0 | 0–0 |
| HK                      | 1–2 | 0–3 | 2–0 | 2–0 |     | 2–1 | 1–0 | 3–2 | 2–1 | 2–0 | 2–0 | 0–1 |
| Keflavík                | 1–0 | 3–3 | 3–0 | 3–0 | 3–1 |     | 3–0 | 1–2 | 2–2 | 3–2 | 1–0 | 1–0 |
| Leiknir Fáskrúðsfjörður | 1–2 | 3–1 | 2–2 | 6–0 | 1–3 | 2–4 |     | 1–3 | 0–2 | 0–2 | 0–3 | 3–2 |
| Leiknir Reykjavík       | 2–2 | 1–0 | 2–1 | 0–0 | 1–2 | 1–1 | 2–0 |     | 2–0 | 4–0 | 0–2 | 1–0 |
| Selfoss                 | 1–1 | 1–2 | 0–1 | 2–1 | 1–0 | 1–2 | 2–0 | 0–2 |     | 1–0 | 2–3 | 1–1 |
| ÍR Reykjavík            | 2–2 | 1–2 | 3–1 | 1–2 | 2–3 | 1–3 | 2–0 | 1–1 | 1–3 |     | 2–1 | 1–2 |
| Þór Akureyri            | 2–2 | 1–1 | 2–0 | 2–1 | 3–0 | 0–3 | 2–1 | 3–3 | 1–4 | 0–0 |     | 2–0 |
| Þróttur Reykjavík       | 2–1 | 1–0 | 2–0 | 1–2 | 2–1 | 2–0 | 2–0 | 3–3 | 4–0 | 2–1 | 2–1 |     |

## Najlepsi strzelcy
| Bramki | Strzelcy               | Drużyna           |
| ------ | ---------------------- | ----------------- |
| 15     | Jeppe Hansen           | Keflavík          |
| 14     | Björgvin Stefánsson    | Haukar            |
| 14     | Albert Brynjar Ingason | Fylkir            |
| 13     | Viktor Jónsson         | Þróttur Reykjavík |
| 10     | Ivan Bubalo            | Fram Reykjavík    |
| 10     | Bjarni Gunnarsson      | HK                |
| 8      | Kolbeinn Kárason       | Leiknir Reykjavík |
| 7      | Brynjar Jónasson       | HK                |
| 7      | Tómas Óli Garðarsson   | Leiknir Reykjavík |
| 7      | Guðmundur Magnússon    | Fram Reykjavík    |
| 7      | J. C. Mack             | Selfoss           |

Źródło: 